# Анкуя
Анкуя (исп. Ancuya) — город и муниципалитет на юго-западе Колумбии, на территории департамента Нариньо. Входит в состав Западной провинции.

## История
Поселение, из которого позднее вырос город, было основано 10 ноября 1534 года.

## Географическое положение

Муниципалитет Анкуя

Город расположен на востоке центральной части департамента, в горной местности Центральной Кордильеры, на расстоянии приблизительно 23 километров к западу-северо-западу (WNW) от города Пасто, административного центра департамента. Абсолютная высота — 1360 метров над уровнем моря.
Муниципалитет Анкуя граничит на севере с территорией муниципалитета Линарес, на северо-востоке — с муниципалитетом Сандона, на востоке — с муниципалитетом Консака, на юго-востоке и юге — с муниципалитетом Гуайтарилья, на западе — с муниципалитетом Саманьего. Площадь муниципалитета составляет 34 км².

## Население
По данным Национального административного департамента статистики Колумбии, совокупная численность населения города и муниципалитета в 2015 году составляла 7083 человекf.
Динамика численности населения муниципалитета по годам:
| 2005 | 2006 | 2007 | 2008 | 2009 | 2010 | 2011 | 2012 | 2013 | 2014 | 2015 |
| ---- | ---- | ---- | ---- | ---- | ---- | ---- | ---- | ---- | ---- | ---- |
| 8991 | 8721 | 8526 | 8321 | 8139 | 7962 | 7776 | 7607 | 7424 | 7249 | 7083 |

Согласно данным переписи 2005 года мужчины составляли 51,1 % от населения Анкуи, женщины — соответственно 48,9 %. В расовом отношении белые и метисы составляли 99,5 % от населения города; негры, мулаты и райсальцы — 0,4 %; индейцы — 0,1 %.
Уровень грамотности среди всего населения составлял 87,5 %.

## Экономика
63,1 % от общего числа городских и муниципальных предприятий составляют промышленные предприятия, 19,6 % — предприятия торговой сферы, 17,3 % — предприятия сферы обслуживания.